# Linha de Defesa de Amesterdão

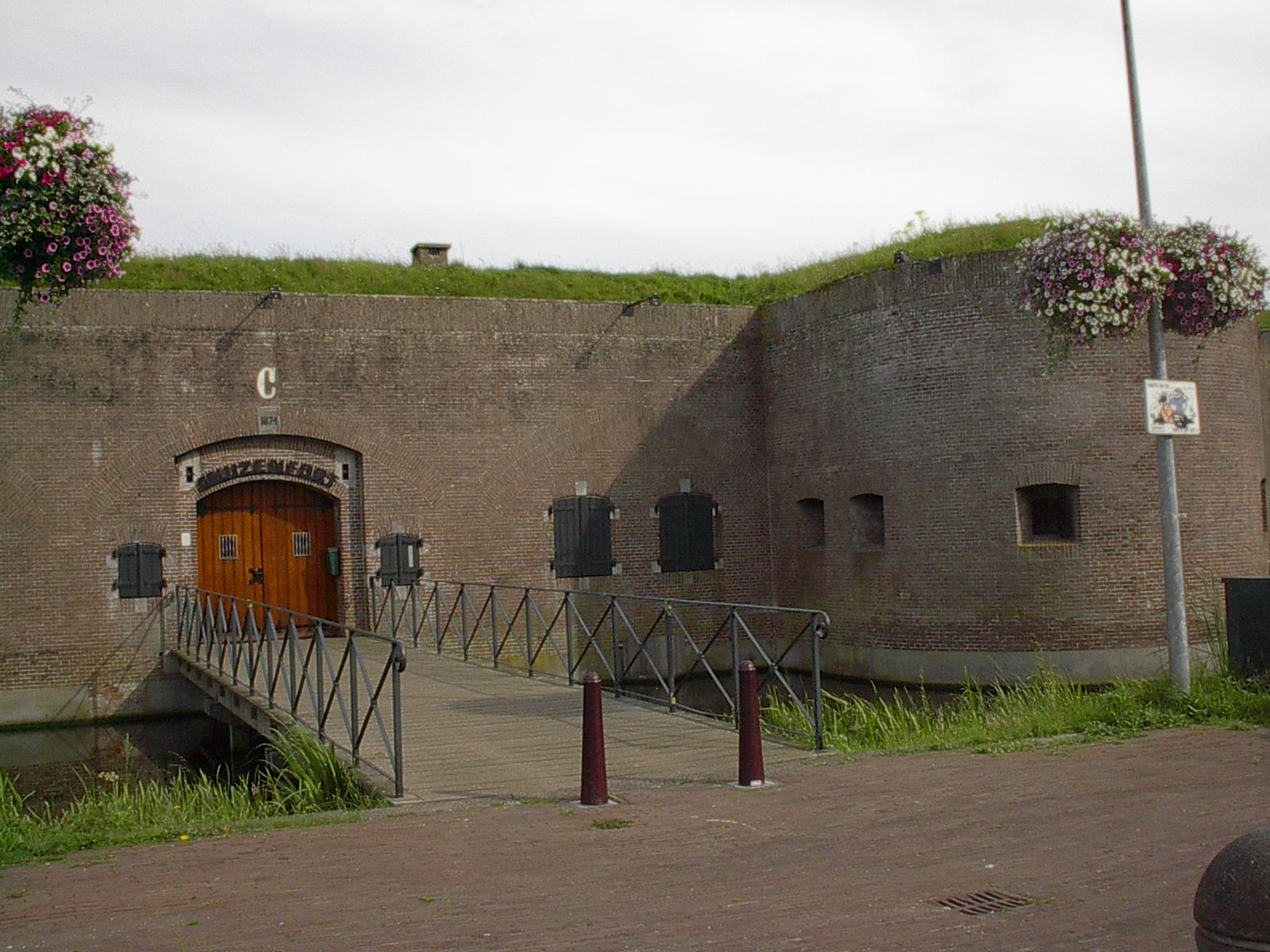
Muizenfort em Muiden.

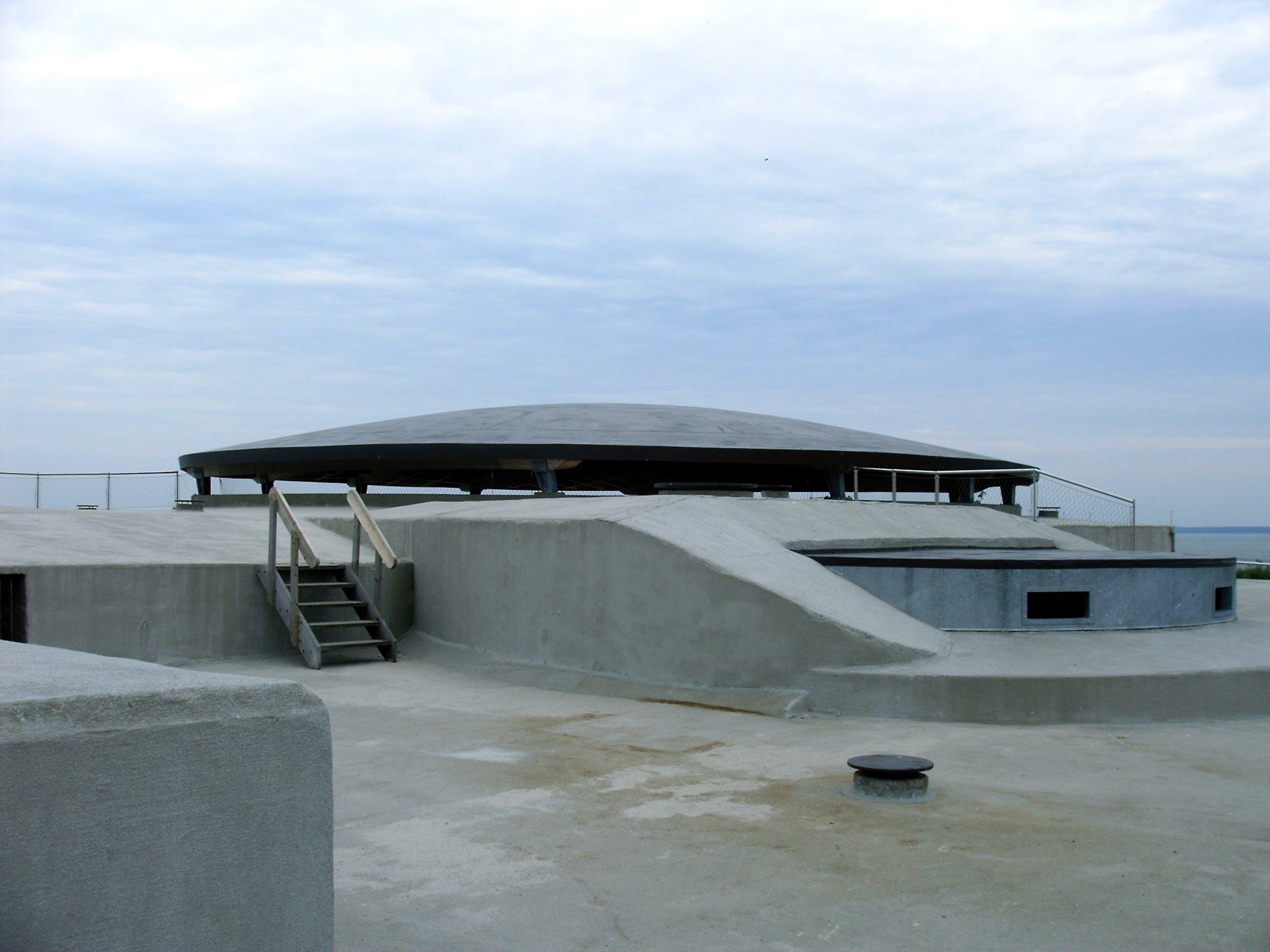
Fortificações na ilha Pampus.

A Linha de Defesa de Amesterdão (Amsterdão / Amesterdão (português europeu) ou Amsterdã (português brasileiro)) é um local incluso como Patrimônio Mundial da UNESCO (em holandês: Stelling van Amsterdam) é um longo anel de fortificações de 135 km ao redor de Amsterdam, consistindo de 42 fortes e um número de diques localizados entre 10 e 15 quilômetros do centro, e em terras baixas que poderiam ser inundadas facilmente em tempos de guerra. A inundação foi desenhada a fim de conferir uma profundidade que não seria suficiente para que barcos a atravessassem. Todas as edificações próximas deveriam ser construídas em madeira, para que no caso de alguma necessidade, poderiam ser queimadas ou removidas.
O Stelling van Amsterdam foi construído entre 1880 e 1914. A invenção do avião e do tanque de guerra fizeram os fortes obsoletos logo após serem terminados. Muitos dos fortes agora estão sob controle de conselhos da cidade e do departamento do meio-ambiente, e podem ser visitados. O Dia do Monumentos, no segundo sábado de Setembro, é o dia ideal para se visitar já que a entrada é livre.

## Função
O Stelling van Amsterdam foi primeiramente uma "linha d´água" defensiva (em holandês: waterlinie) em algum ataque inimigo, grandes pedaços de terra ao redor de Amsterdam poderiam ser inundadas com água, evitando o avanço inimigo. Amsterdam funcionaria como um reduto, o último refúgio de Amsterdam. Os fortes foram construídos onde estradas, ferrovias ou diques cruzavam a linha de água. Nestes locais não haveria água para parar os inimigos e os fortes serviriam para barrar os mesmos.

## Construção
A lei para construção do Stelling van Amsterdam foi criada em 1874. Durante o preparo da construção, tornou-se aparente que o design estaria ultrapassado por modernos avanços técnicos. Com a invenção da granada brisance (que explode com o impacto no alvo) necessitaram algumas mudanças nos fortes, de alvenaria para concreto, mas os holandeses não possuíam experiência suficiente com o concreto. Atrasos posteriores foram devidos ao fato de que as fundações na areia precisaram se assentar a fim de que os fortes fossem construídos. A construção atual não pode ser iniciada até 1897.

## Em uso
O Stelling van Amsterdam nunca foi usado em combate e a invenção do avião durante a Primeira Guerra Mundial tornou-o obsoleto. Mas foi mantido em serviço até 1963.
O dique que passa por Haarlemmermeer, que fez possível a inundação da porção sul do polder enquanto a porção norte poderia continuar a produzir comida para Amsterdam, hoje é cortada pela estrada A4. Esta estrada também vai para Ringvaart em Roelofarendsveen, fazendo com que a inundação do polder de Haarlemmermeer e o uso futuro do Stelling ficasse inviável.
Em 1996 foi inscrito como Patrimônio Mundial da UNESCO.

## Lista de fortes

### Fronte Norte
- Forte próximo a Edam
- Forte próximo a Kwadijk
- Forte ao norte de Purmerend
- Forte em Nekkerweg
- Forte em Middenweg
- Forte em Jisperweg
- Forte próximo a Spijkerboor

### Fronte Noroeste
- Forte próximo a Marken-Binnen
- Forte próximo a Krommeniedijk
- Forte em Den Ham
- Forte próximo a Veldhuis
- Forte em St.Aagtendijk
- Forte em Zuidwijkermeerpolder
- Forte próximo a Velsen
- Forte Costeiro próximo a IJmuiden

### Fronte Oeste
- Forte Norte em Spaarndam
- Forte Sul em Spaarndam
- Forte próximo a Penningsveer
- Forte próximo a Liebrug
- Forte em Liede

### Fronte Sudoeste
- Forte próximo a Vijfhuizen
- Bateria em IJweg
- Forte próximo a Hoofddorp
- Bateria em Sloterweg
- Forte próximo a Aalsmeer

### Fronte Sul
- Forte próximo a Kudelstaart
- Forte próximo a De Kwakel
- Forte em Drecht
- Forte próximo a Uithoorn
- Forte Waver-Amstel
- Forte em Waver-Botshol
- Forte em Winkel

### Fronte Sudeste
- Forte próximo a Abcoude
- Batteries along the Gein
- Forte próximo a Nigtevecht
- Forte próximo a Hinderdam
- Forte Uitermeer
- Weesp Fortress

### Fronte Zuiderzee
- Muiden Fortress
- Battery near Diemerdam
- Forte Pampus
- Bateria perto de Durgerdam (Vuurtoreneiland)